# 대전중리초등학교
대전중리초등학교는 대한민국 대전광역시 대덕구 법동에 있는 공립 초등학교이다.

## 학교 연혁
- 1988. 05. 17 대전중리국민학교 설립인가
- 1988. 05. 21 대전중리국민학교 개교(26학급 1,142명)
- 1991. 04. 06 대전중원국민학교 분리
- 1992. 12. 15 대전직할시 지정 지역사회교육 시범학교 운영발표
- 1993. 03. 01 대전법동국민학교 분리
- 1993. 09. 01 대전중리국민학교 병설유치원 개원(1학급 30명)
- 1994. 10. 19 대전직할시 지정 병설유치원 시범학교 운영보고회
- 1996. 03. 01 대전중리초등학교 개명
- 1998. 11. 06 대전광역시동부교육청 지정 영어시범학교 운영 보고회
- 2005. 09. 14 교문 개축 및 스탠드 천막 설치
- 2005. 09. 30 디지털기상대 설치
- 2007. 08. 13 급식실 신축 완공
- 2008. 08. 28 후동 복도 창문 및 천정 텍스 교체
- 2009. 02. 05 전·후동 화장실 리모델링
- 2009. 02. 21 제20회 졸업(졸업생수 290명, 졸업생 총수 7,153명)
- 2009. 03. 01 45학급 편성(특수 2학급 포함)
- 2009. 03. 01 병설 유치원 2학급 편성
- 2010. 02. 18 제21회 졸업(졸업생수 286명, 졸업생 총수 7,439명)
- 2010. 03. 01 43학급 편성(특수 2학급 포함)
- 2010. 03. 01 병설 유치원 2학급 편성
- 2010. 10. 23 다목적 강당(도담관) 준공 및 학교 푸른 숲 조성사업 준공
- 2011. 02. 16 제22회 졸업(졸업생수 251명, 졸업생 총수 7,682명)
- 2011. 03. 01 40학급 편성(특수 2학급 포함)
- 2011. 03. 01 병설 유치원 3학급 편성
- 2011. 03. 01 대전광역시교육청 방과후학교 시범학교 지정
- 2011. 10. 12 전동교사 리모델링
- 2011. 10. 21 대전광역시 방과후 학교 1차 시범 공개
- 2012. 02. 18 제23회 졸업(졸업생 수 225명, 졸업생 총수 7,907명)
- 2013. 02. 15 제24회 졸업(졸업생 수 211명, 졸업생 총수 8,118명)
- 2013. 03. 01 초등 36학급(특수2학급), 병설유치원 4학급 편성(특수1)
- 2014. 02. 18 제25회 졸업(졸업생수 186명, 졸업생 총수 8,303명)
- 2014. 03. 01 초등 33학급(특수2학급), 병설유치원 4학급 편성(특수1)
- 2015. 02. 17  제26회 졸업(졸업생수 135명, 졸업생 총수 8,439명)
- 2015. 03. 01 초등31학급(특수2학급), 병설유치원 4학급 편성(특수1)

## 참고 자료
- 대전중리초등학교 - 한국교육학술정보원 학교알리미